# Bunyoro
Bunyoro é um dos seis  reinos tradicionais de Uganda. É um antigo reino africano que foi abolido em 1967, e tendo sido declarado subnacional em 1993. Está localizado ao leste do Lago Albert.
O reino de Bunyoro apareceu no século XV, na região do Lago Albert. Essa área já tinha sido reino das dinastias Batembuzi e Bachwezi. Provavelmente, coincidindo com uma invasão dos Luo, a dinastia assumiu o poder com o qual o reino  Babiito Bunyoro tornou-se o mais importante do Uganda atual. A supremacia foi mantida entre os séculos XVI e XIX, quando cresceu a influência do reino de Buganda.
O reino também foi chamado Bunyoro-Kitara. O soberano era Omukama e não tinha residência fixa. 
Quando os primeiros exploradores europeus chegaram, em 1860, o reino estava sob o comando do rei Kyebambe, ancestral do rei Kabalega.